# Andreas Damstuen
Andreas Damstuen (25 agosto 1979) è un ex sciatore alpino norvegese.

## Biografia
Specialista delle gare veloci attivo dal dicembre del 1994, Damstuen debuttò in campo internazionale in occasione dei Mondiali juniores di Schladming 1997, dove vinse la medaglia di bronzo nella discesa libera, e il 12 dicembre dello stesso anno esordì in Coppa Europa, a Obereggen in supergigante arrivando 36º: tale piazzamento sarebbe rimasto il migliore di Damstuen nel circuito continentale, nel quale prese per l'ultima volta il via il 15 gennaio 2000 a Sankt Anton am Arlberg nella medesima specialità (48º). Si ritirò al termine della stagione 2001-2002 e la sua ultima gara fu lo slalom gigante dei Campionati norvegesi 2002, disputato il 13 aprile a Ål e non completato da Damstuen; non debuttò in Coppa del Mondo né prese parte a rassegne olimpiche o iridate.

## Palmarès

### Mondiali juniores
- 1 medaglia:
  - 1 bronzo (discesa libera a Schladming 1997)